# Évron
Évron település Franciaország Loire mente régiójában, Mayenne megyében, Lakosainak száma 8380 fő (2022. január 1.). Évron Assé-le-Bérenger, Mézangers, Neau, Montsûrs, Sainte-Gemmes-le-Robert, Sainte-Suzanne-et-Chammes, Voutré, La Chapelle-Rainsouin, Livet, Saint-Léger és Brée községekkel határos.
2019. január 1-jén a korábbi Évron egyesült Châtres-la-Forêt és Saint-Christophe-du-Luat korábbi községekkel. Az így létrejött új község szintén az Évron nevet vette fel, és lélekszáma az egyesüléskor 9077 főre nőtt.

## Népesség
A település népességének változása:
| Lakosok száma | 8671 | 8607 | 8614 | 8667 | 8508 | 8380 |
|               | 2017 | 2018 | 2019 | 2020 | 2021 | 2022 |